# Mustafabrevet
Mustafabrevet var ett kontroversiellt brev som dåvarande ordföranden i det norska Framstegspartiet, Carl I. Hagen, drog fram under valkampsslutspurten inför stortingsvalet 1987. Brevet var signerat Mohammad Mustafa, en invandrare i Norge, men massmedia ansåg sig raskt kunna visa att det var en förfalskning. Brevet blev kontroversiellt till följd av det sätt Carl I Hagen försökte utnyttja det på, och på grund av förfalskningspåståendet.
I slutspurten av valkampen år 1987 läste Carl I. Hagen 7 september högt från brevet. Enligt media inledde Hagen med att säga att «Asylsökarna är på väg att ta över vårt fosterland». Därefter skall han ha läst upp brevet, som hävdade att muslimer kom för att göra Norge "muslimskt" och att kyrkorna skulle ersättas av moskéer. "Mustafa" förklarade sig vara en troende muslim, och påstod att muslimerna i Norge var många och födde flera barn än norrmännen.
Tidningen Verdens Gang ansåg sig raskt kunna visa att brevet var en förfalskning. Eftersom brevet var undertecknat med fullt namn och adress, kunde tidningen kontakta den verkliga Muhammad Mustafa för att undersöka saken. Vederbörande lär då ha uttryckt att han kände sig missfirmad av Carl I. Hagen och att han övervägde rättsliga åtgärder. 

## Texten i brevet
(Hämtat från en närbild av brevet i samband med artikeln som Verdens Gang hade om saken den 8 september 1987.)
| ” | Til Carl I Hagen, Stortinget. Fra Mohammad Mustafa, underhaugsv. 15, 0354, Oslo 2 Allah er Allah og Muhammad hans profet! De kjemper en forgjeves hr. Hagen! Islam, den eneste sanne tro, vil seire her i Norge også. En dag vil moskeer være like vanlig i Norge som kirker er det i dag og mine barnebarns-barn vil oppleve dette. Jeg vet, og alle muslimer i Norge vet, at en dag skal norges befolkning komme til troen, og at dette landet skal bli muslimsk! Vi føder flere barn enn dere, og adskillige, rett-troende muslimer kommer til Norge hvert år, menn i produktiv alder. En dag skal også det vantro korset i flagget bort! | „ |

I ungefärlig svensk översättning:
Till Carl I Hagen, Stortinget. Från Mohammad Mustafa, underhaugsv. 15, 0354, Oslo 2
Allah är Allah och Muhammad hans profet! Ni kämpar en förgäves herr Hagen! Islam, den enda sanna tron, kommer att segra här i Norge också. En dag kommer moskéer att vara lika vanliga i Norge som kyrkor är det i dag och mina barnbarns-barn kommer att uppleva detta. Jag vet, och alla muslimer i Norge vet, att en dag skall norges befolkning komma till tron, och att detta land skall bli muslimskt! Vi föder fler barn än er, och åtskilliga, rätttrogna muslimer kommer till Norge varje år, män i fertil ålder. En dag skall också det hädiska korset i flaggan bort!
Brevet var daterat 8 juli 1987.

## Kritiken mot Hagen
Högläsningen av brevet ledde till att Hagen blev kritiserad för att spela på främlingsskräck. 
Han blev också kritiserad för att inte ha undersökt om brevet var äkta, eftersom det gick nästan 2 månader från brevets datering till dess han använde det i valkampen.

## Orsaker och verkningar av brevet
Den utlösande orsaken till att Hagen drog in brevet i valkampen är enligt Verdens Gang ett angrepp på biskop Andreas Aarflot efter ett utspel från biskopen. En annan möjlig orsak som det också har spekulerats mycket om, är att detta kan ha varit ett medvetet spel från Hagens sida, att han försökte att spela på den främlingsskräck som latent fanns i delar av befolkningen.
Oavsett orsak gjorde Framstegspartiet sitt bästa val någonsin med 12 % av rösterna, och fick därmed en tredubbling jämfört med valet år 1985. Efter valet år 1987 blev invandring en lika markant sak för Framstegspartiet som "stark sänkning av skatter och avgifter" hade varit tidigare. 1987 representerar därför en milstolpe i Framstegspartiets historia, då invandringsproblematiken på allvar blev en huvudfråga för partiet.